# 兔兔秘密花園
《兔兔秘密花園》是由qureate開發的一款戀愛冒險遊戲，於2024年4月18日在任天堂Switch發佈，次日在Steam發售。玩家扮演的失業的乾田杯人，与「兔兔祕密花園」酒吧的三位女性店员互动。根据互动表现，游戏将走向不同结局。
该作延续了qureate前作《窺視你的未來》（2022年）的3D畫面；為強調3D的立體感，角色體型較qureate過往作品豐滿。製作組依照遊戲機遊戲的審查標準製作服務玩家的內容，並表示在內容限制之下反而能做出有趣內容。媒體和玩家認為遊戲體驗與《美夢俱樂部》（2009年）類似，這種主題依然受到歡迎。評論肯定了角色設計，但批評遊戲流程和劇情單調。

## 遊戲內容
《兔兔秘密花園》採用戀愛冒險遊戲的玩法，玩家扮演的主人公乾田杯人失業不久，在街上閒逛時偶遇酒吧的陪酒店員花奈（星谷美緒聲演）。在她的邀請下前往，乾田杯人來到酒吧「兔兔祕密花園」，自此成為該酒吧的常客。酒吧除花奈外，還有凜（鈴木繪理聲演）和美羽香（田澤茉純聲演）兩位陪酒店員，三人在店內均為兔女郎打扮。玩家在酒吧消費時能與三位角色互動，除了與角色對話外，購買酒水和送禮物都可以增加角色好感度。好感度提高後，乾田杯人可與對方一起玩扭扭樂和互推遊戲，若再繼續發展，還能讓對方在酒吧的獨立包廂中單獨招待，享受附有低聲耳語的按摩服務。此外，玩家還能邀約對方，在下班後外出約會。遊戲時間為半年（5月到9月），期間玩家可以通過兼職打工或者賭博獲取金錢，只有在週六、日才能造訪酒吧消費。半年後根據角色的好感度，遊戲將進入不同結局。

## 開發
qureate在2022年推出首款3D遊戲《窺視你的未來》，作品發售前備受關注，但是銷量不佳，玩家評價也不高。為了一雪前恥，臼田裕次郎打算再嘗試開發3D遊戲。新專案的主題來自母公司員工的建議，以女子酒吧為背景。臼田裕次郎擔任製作人，專案沒有採用類似人中之龍系列的酒店小姐寫實風格，進而加入一些幻想的元素，以擴大受眾。服務玩家的內容設計上，除了要符合遊戲機遊戲的審查標準外，製作組也盡量避免引起女性不滿。為了讓女性角色合理地露出裙底風光，製作組設計了角色準備酒水時露出內褲的橋段。在開發後期，又加入玩家可以贈予內褲作為禮物，角色在工作時會穿上贈予內褲的設計。
角色方面，乾和音負責角色設計，三個女性角色在完成2D造型設計後，再製作3D模型，為了強調3D的立體感，角色體型也較qureate過往作品角色豐滿。三個角色也賦予了不同性格，以作出區分：花奈性格熱情開朗；美羽香看起來高冷，實際上是一個關心妹妹的善良女孩；而凜是製作組首次嘗試設計辣妹角色，為了拉近角色與玩家的關係，設定上對御宅族很友善。角色互動方面，製作組加入ASMR內容，在配音員的選角上，也特意考慮配音員就ASMR內容的演出效果。劇情則由武藤隆義負責。
日本成人遊戲雜誌《BugBug》在採訪臼田裕次郎時，問及製作組是否有計劃開發遊戲的成人版本。臼田裕次郎表示雖然成人版可以做出更多內容，但是有限制的一般向反而能做出更有趣的內容。專案正因為是一般向，所以露出內褲的橋段才能引起更大迴響。

## 發行
2024年1月15日，qureate公佈了該年度計劃推出的五款作品，其中《兔兔秘密花園》預計在該年第一季度推出。同年3月22日，qureate宣佈遊戲將在4月18日登陸任天堂Switch。4月19日，遊戲在Steam發售。遊戲的任天堂Switch中文實體版由亞克系統負責發行，於7月25日發售。日本的任天堂Switch實體版由Kadokawa Game Linkage負責發行，於12月19日發售，日實體版有三個版本，各版本附送不同贈品。
2024年5月17日到6月2日期間，qureate在Gamers的線上商城和位於秋葉原的店鋪，舉辦作品週邊產品銷售活動。7月5日，遊戲進行免費更新，增加了「感謝內褲組合」和五種角色拍攝姿勢。12月28日，qureate與動作捕捉技術公司Balus合作，在池袋HUMAX CINEMA舉辦線下活動「Bunny Garden 2024 特別活動～紳士們的桃源鄉～」，活動中三名角色會有歌唱演出，並有新劇情演出。
2025年2月14日情人節當天，qureate官方X賬號公佈該遊戲的隱藏按鍵指令，可以更換角色接待時的服裝。同年4月25日，qureate預告遊戲衍生作品《酒醉兔兔祕密花園》將在年內發售，遊戲續作將在2026年內推出。

## 反響及評價
2024年1月15日，qureate首度披露遊戲內容時，吸引了不少《美夢俱樂部》粉絲的關注，粉絲們認為兩者類似，相關話題在同日登上日本的X熱門話題。AUTOMATON主編Ayuo Kawase提到臼田裕次郎過往曾在D3 Publisher任職，還參與過旗下《美夢俱樂部》系列部分作品的開發工作。《兔兔秘密花園》主題與該系列十分類似，他推測《兔兔秘密花園》的設計靈感可能源於該系列。遊戲發售後，在Steam獲得極度好評。該作在X日本地區再度引起話題，並吸引了兔田佩克拉、月之美兔、時雨羽衣等多個虛擬主播在YouTube上進行遊戲直播。
遊戲角落、4Gamers和GAMER都認為遊戲體驗與《美夢俱樂部》類似。GAMER評論員小林白菜稱該作是「令和樂園」，從平成時的《美夢俱樂部》，到十五年後的《兔兔秘密花園》，這種題材的作品依舊讓人著迷。4Gamers評論員溫帶閒魚認為，就「流程、劇本設計以及部分細節」而言，該作較同類作品略遜一籌。他指出劇情對話太短且內容過於平淡，主人公也缺乏「主動權」，遊戲後期感覺「例行公事，有點無聊」。遊戲角落評論員RAY也提到三個角色的攻略劇情「太過相似」、流程重複，「顯得有些單調」。
角色方面，《Fami通》評論員稱讚三個角色都既可愛又迷人。電擊Online評論員表示該作讓他再次體驗到與女生聊天的樂趣。RAY認為角色性格鮮明，「三種主流的性格人設都很吸引人」，但是「3D造型上比較缺乏差異性」。

## 外部連結
- 官方网站
- 《兔兔秘密花園》在視覺小說數據庫的頁面 （英文）